# 品川泰一
品川 泰一（しながわ たいいち）は、日本の実業家、株式会社ユーキャン代表取締役社長。

## 人物・経歴
立教大学卒業。2001年、大手広告代理店に入社し、営業として勤務。
5年半ほど働いた後、2006年、株式会社ユーキャンに入社。同社システム本部、企画計画部で勤務。企画計画部では、各営業部門で使用する顧客リストの分析や調整、全体の数字の取り纏めなどを行なった。2009年、新規事業開発準備室で勤務。
2010年より同社代表取締役社長を務める。